# 森普雷里 (蒙大拿州)
森普雷里（英語：Sun Prairie）是位於美國蒙大拿州喀斯喀特縣的普查規定居民點。

## 人口
根據2020年美國人口普查的數據，森普雷里的面積為14.03平方千米，當中陸地面積為13.72平方千米，而水域面積為0.31平方千米。當地共有人口1615人，而人口密度為每平方千米115.11人。